# Otaniemi

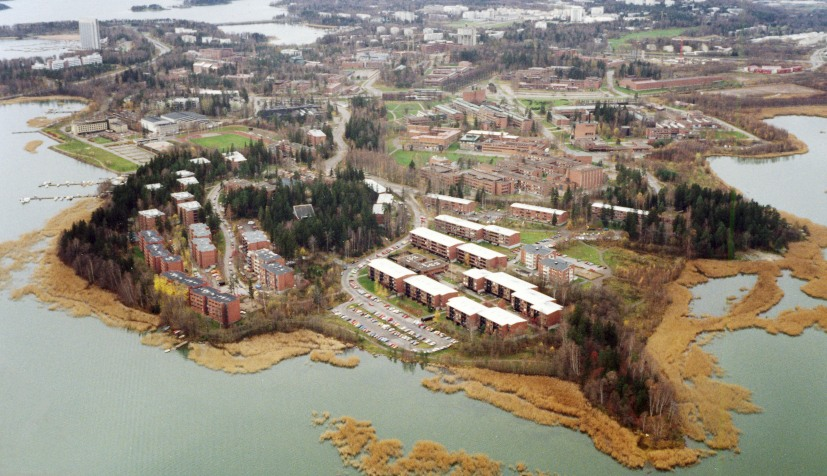
Otaniemi z ptačí perspektivy

Otaniemi (Švédsky Otnäs) je poloostrov, omývaný vodami Laajalahti, na východě města Espoo asi 10 km od centra Helsinek ve Finsku. Sousedí s Tapiolou, Leppävaarou a Keilaniemi.
Oblast je domovem Aaltovy univerzity. Většina budov je navržena architektem Alvarem Aaltem. Většina budov kolejí byla vystavěna k ubytování sportovců na Olympiádě v Helsinkách 1952 a nejnovější pro atletické mistrovství světa v roce 2005. 

Nachází se zde také kongresová centra Dipoli a Innopoli nebo víceúčelová sportovní hala Otahalli.
Přes Otaniemi má vést i plánovaná západní trasa Helsinského metra.